# Four Weddings
Four Weddings est une émission de téléréalité britannique sur le thème du mariage diffusée sur Sky Living (en) depuis le 6 juillet 2009.
Sur le même principe que l'émission Come Dine With Me, Four Weddings met en compétition quatre femmes s'apprêtant à se marier et les départage sur la qualité de leur fête de mariage. La gagnante remporte un voyage de noces.
Le format a été adapté dans plusieurs pays. On compte parmi les adaptations :
- Four Weddings, version américaine diffusée sur TLC ;
- Four Weddings, version canadienne anglophone diffusée sur Slice ;
- Quatre mariages pour une lune de miel, version française diffusée sur TFX
- Cztery wesela, version polonaise diffusée sur Polsat.